# Rickinghall
Rickinghall est un village du Suffolk, en Angleterre. Il est situé dans le nord du comté, à une vingtaine de kilomètres au nord de la ville de Stowmarket. Administrativement, il est divisé entre deux paroisses civiles, Rickinghall Superior et Rickinghall Inferior, qui relèvent du district de Mid Suffolk.

## Personnalités liées
- L'homme politique canadien Mackenzie Bowell (1823-1917), Premier ministre du Canada de 1894 à 1896, est né à Rickinghall.
- L'archéologue Basil Brown (1888-1977) est mort à Rickinghall.